# 韓淑妃 (後唐莊宗)
參數所指定的目標頁面不存在，建議更正成存在頁面或直接建立下列一個頁面（建立前請先搜尋是否有合適的存在頁面可以取代）：
- 韩淑妃

後唐莊宗淑妃韓氏（？—947年以後），五代十国时人，后唐莊宗李存勗的妃子。

## 生平
韩氏是后唐莊宗少年时的结发妻子，太原人，李存勗当晋王时，她封为卫国夫人，莊宗深礼其家。李存勗纳伊氏、刘玉娘为妾，分别封燕国夫人、魏国夫人，与韩氏相差无几。因刘玉娘尤其情投意合且生了长子，遂打算改刘玉娘为正室。韩氏与刘玉娘争宠，以门第夸尚，刘玉娘自耻出身贫寒，将生父刘山人驱逐。李存勗即位，立刘玉娘为皇后。韩氏很不高兴，李存勖便在同光二年（924年）封她为淑妃，举行盛大的册封礼，以示安抚。值得一提的是，李存勗登基後，亦將生母曹氏抬為皇太后，嫡母劉氏反冊為皇太妃貶居妾室之下。
李存勗死，后唐明宗即位，赐死皇后刘玉娘，遣散后唐莊宗其他所有妃嫔，只留下淑妃韩氏、德妃伊氏两人，以先帝遗妃供养宫中。后移居太原。后唐灭亡时，两妃被契丹军虏往辽国，后晋灭亡之时还健在，似已被辽主收纳或被赐予辽臣为妻。